# 劉念溢
劉念溢（Lau Nim Yat，1989年12月4日—），生於香港，已退役香港足球運動員，司職右後衛或右中場，為2009年東亞運動會足球項目金牌功臣之一。

## 球員生涯
劉念溢生於香港，畢業於葵青區津貼中學天主教慈幼會伍少梅中學，青年軍時代先後效力過流浪及香港09直到2006年加入香港08初次在甲組亮相，其後效力過華家堡及東方惟在2009年夏天因東方宣布降落丙組作賽，而令劉念溢遂轉投地區球隊天水圍飛馬並協助球隊首次贏得足總盃冠軍，於2010年夏季劉念溢加盟老牌球會南華並在9月18日對晨曦的聯賽首次正選上陣便取得加盟後首個入球協助南華以2–1勝出，至2011年夏天南華外借劉念溢到天水圍飛馬，2012年球季結束後他重返母會流浪一季後再轉投重返甲組的老牌球會東方，但因紀律問題被提前解約並重返流浪於2015年宣布退役。

## 國際賽生涯
劉念溢於2009年11月入選香港奧運代表隊參加在香港舉行的2009年東亞運動會並且在兩場分組賽及準決賽對北韓均獲派正選上陣，最終香港在互射十二碼階段總比數以5–3擊敗日本奪冠歷史性贏得國際綜合運動會足球金牌。

## 榮譽
南華
- 香港聯賽盃冠軍（2010–11季度）
- 香港足總盃冠軍（2010–11季度）

天水圍飛馬
- 香港甲組足球聯賽亞軍（2011–12季度）
- 香港足總盃冠軍（2009–10季度）
- 香港足總盃冠軍（2011–12季度）
- 香港聯賽盃亞軍（2011–12季度）

香港代表隊
- 東亞運動會足球項目金牌（2009年）

## 外部連結
- 香港足球總會網站球員註冊資料 （页面存档备份，存于）